# ريد فلاهرتي
ريد فلاهرتي (بالإنجليزية: Red Flaherty)‏ هو لاعب كرة قاعدة أمريكي، ولد في 25 أبريل 1917 في ماينارد في الولايات المتحدة، وتوفي في 1 أبريل 1999 في فالموث في الولايات المتحدة.